# Nalbert Bitencourt
Nalbert Tavares Bitencourt (* 9. března 1974 Rio de Janeiro) je bývalý brazilský volejbalista. S brazilskou volejbalovou reprezentací mužů, za kterou nastupoval v letech 1995–2007, získal zlato na olympijských hrách v Athénách roku 2004. Získal s ní rovněž titul mistra světa v roce 2002, vyhrál Světový pohár v roce 2003, třikrát Světovou ligu (2001, 2003, 2007) a čtyřikrát Mistrovství Jižní Ameriky (1995, 1997, 2001, 2003). Na klubové úrovni působil krom Brazílie v Itálii (Volley Lube, Modena Volley) a Japonsku (Panasonic Panthers). Věnoval se dvě sezóny i plážovému volejbalu. V roce 2002 byl vyhlášen brazilským sportovcem roku v anketě Brazilského olympijského výboru. V roce 2014 byl uveden do Mezinárodní volejbalové síně slávy.